# Гукев, Рамед Мухамедович
Рамед Мухамедович Гукев (род. 8 апреля 1993) — российский самбист, победитель и призёр международных турниров, обладатель Кубка России 2019 года, чемпион (2023) и серебряный призёр (2017, 2022) чемпионатов России, серебряный Всероссийской спартакиады 2022 года, чемпион (2022, 2024) и бронзовый призёр (2017) чемпионатов Европы, чемпион мира 2023 года, Заслуженный мастер спорта России (2024). Выступает в весовой категории до 71 кг. Наставниками спортсмена в разное время были М. В. Кишмахов, Илья Хлыбов, М. И. Суханов и Валерий Стенников.

## Всероссийские соревнования
- Чемпионат России по самбо 2017 — ;
- Кубок России по самбо 2019 — ;
- Чемпионат России по самбо 2022 — ;
- Самбо на Всероссийской спартакиаде 2022 — ;
- Чемпионат России по самбо 2023 — ;
- Чемпионат России по самбо 2024 — ;